# اچ‌دی ۲۲۵۲۱۸
اچ‌دی ۲۲۵۲۱۸ یک ستاره است که در صورت فلکی آندرومدا قرار دارد.